# Themone inornata
Themone inornata är en fjärilsart som beskrevs av Rebillard 1958. Themone inornata ingår i släktet Themone och familjen Riodinidae. Inga underarter finns listade i Catalogue of Life.